# Thực vật thân gỗ

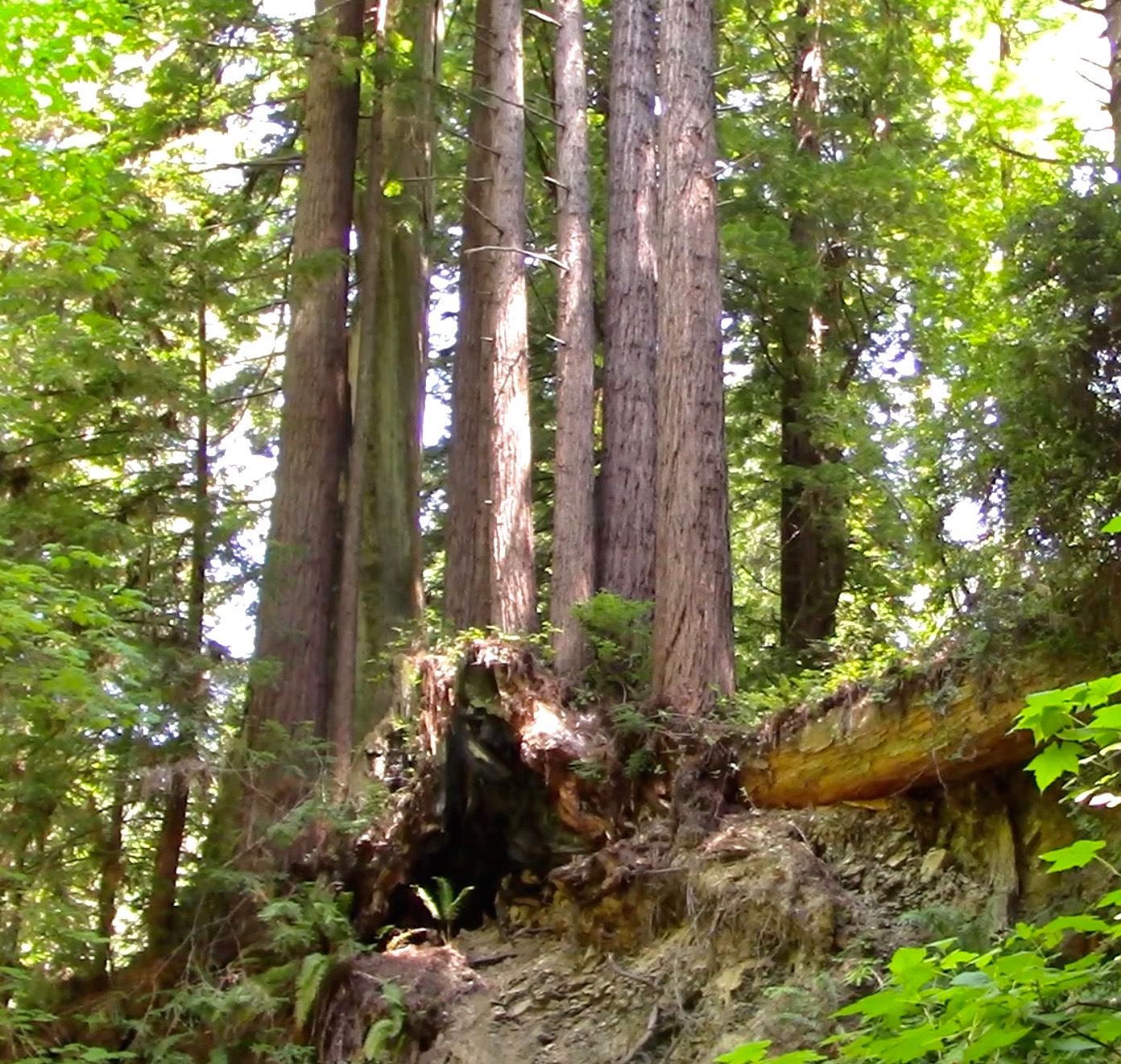
Thân gỗ của cây hồng sam California (Sequoia sempervirens)

Thực vật thân gỗ là thực vật có mạch có mô cấu trúc là gỗ và do đó có thân cứng. Ở vùng khí hậu lạnh, cây thân gỗ sống sót qua mùa đông hoặc mùa khô trên mặt đất, ngược lại với cây thân thảo chết phần thân trên mặt đất cho đến mùa xuân mới mọc lại.

## Đặc điểm
Thực vật thân gỗ có các dạng sống gồm cây thân gỗ, cây bụi và dây leo. Đây thường là thực vật lâu năm có thân và rễ lớn được gia cố bằng mạch gỗ thứ cấp tạo ra từ tầng sinh mạch. Gỗ là mô cấu trúc cho phép thực vật thân gỗ sinh trưởng thân cây hàng năm, làm cho một số cây thân gỗ trở thành cây lớn nhất và cao nhất trong số thực vật trên cạn.
Cây thân gỗ ở vùng khí hậu lạnh, giống như cây thân thảo lâu năm, thường có thời gian ngủ đông trong năm khi không có sự tăng trưởng do nhiệt độ đóng băng và thiếu ánh sáng ban ngày trong mùa đông, tương tự cây ở vùng khí hậu cận nhiệt đới và nhiệt đới vào mùa khô khi lượng mưa trở nên tối thiểu. Thời kỳ ngủ đông sẽ đi kèm với việc rụng lá nếu là cây rụng lá. Cây thường xanh không rụng hết lá ngay lập tức (chúng rụng dần và mọc dần trong mùa sinh trưởng), tuy nhiên sự phát triển hầu như dừng lại trong mùa ngủ đông. Nhiều loài thực vật thân gỗ vùng cận nhiệt đới và gần như tất cả thực vật thân gỗ vùng nhiệt đới đều thường xanh do nhiệt độ ấm áp quanh năm.

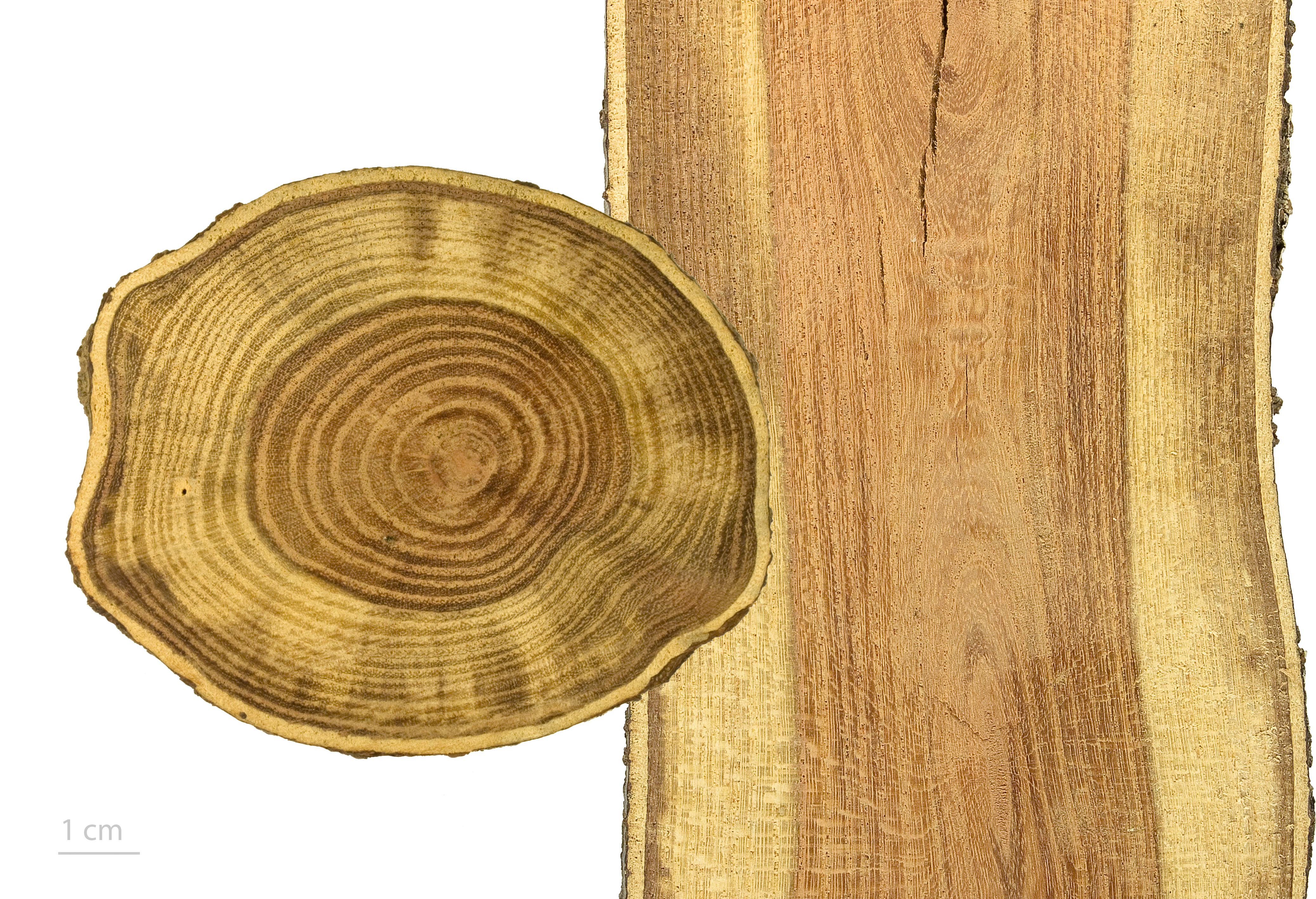
Mặt cắt ngang và cắt dọc thân cây bồ kết ba gai (Gleditsia triacanthos). Phần sáng màu là gỗ dác (mô sống), phần sẫm màu là gỗ ròng (mô chết)

Trong những tháng mùa thu, cây rụng lá cắt đứt dòng chất dinh dưỡng và nước đến lá. Điều này khiến lá thay đổi màu sắc khi chất diệp lục trong lá bị phân hủy, thay bằng màu vàng, cam của carotenoid và xanthophyll. Các tế bào đặc biệt được hình thành để cắt đứt mạch dẫn nối giữa lá và thân dưới ảnh hưởng của hormone ethylen do đó lá sẽ dễ dàng tách ra. Cây thường xanh không rụng lá và chỉ chuyển sang trạng thái ít hoạt động trong mùa ngủ đông. Vào mùa xuân, rễ bắt đầu gửi chất dinh dưỡng trở lại lá cây.
Khi mùa sinh trưởng tiếp tục, với thời tiết ấm áp hoặc ẩm ướt, cây sẽ mọc ra lá hoặc hoa mới. Điều này đi kèm với sự sinh trưởng của thân mới do mạch gỗ mới tạo ra đè lên mạch gỗ của mùa trước. Ở vùng khí hậu lạnh hơn, hầu hết sự phát triển của thân cây xảy ra vào mùa xuân và đầu mùa hè. Khi mùa ngủ đông bắt đầu, mạch gỗ mới cứng lại và hóa gỗ hoàn toàn. Khi điều này xảy ra, thân cây sẽ không phát triển về chiều dài nữa nhưng nó sẽ tiếp tục mở rộng đường kính trong suốt phần đời còn lại.

Sự phát triển thứ cấp ở cây hai lá mầm tạo ra vòng gỗ hàng năm (hình từ trái qua phải)ː mỗi năm tầng sinh mạch tạo ra lớp mạch gỗ mới (gỗ dác) phát triển hướng tâm, tức là lớp mạch gỗ mới đẩy lớp mạch gỗ cũ về phía trung trụ của cây. Các mạch gỗ cũ bị dồn ép tạo ra gỗ ròng sẫm màu hơn gỗ dác.

Hầu hết các loài thực vật thân gỗ có nguồn gốc ở vùng khí hậu lạnh hơn đều có các vòng gỗ hàng năm riêng biệt được tạo ra bởi quá trình sản xuất mô mạch mới mỗi năm. Chỉ một số ít vòng bên ngoài chứa mô sống (tượng tầng, mạch gỗ, mạch rây và gỗ dác). Các lớp bên trong là gỗ ròng, là mô chết sẫm màu chỉ đóng vai trò tăng độ bền cơ học cho cây.

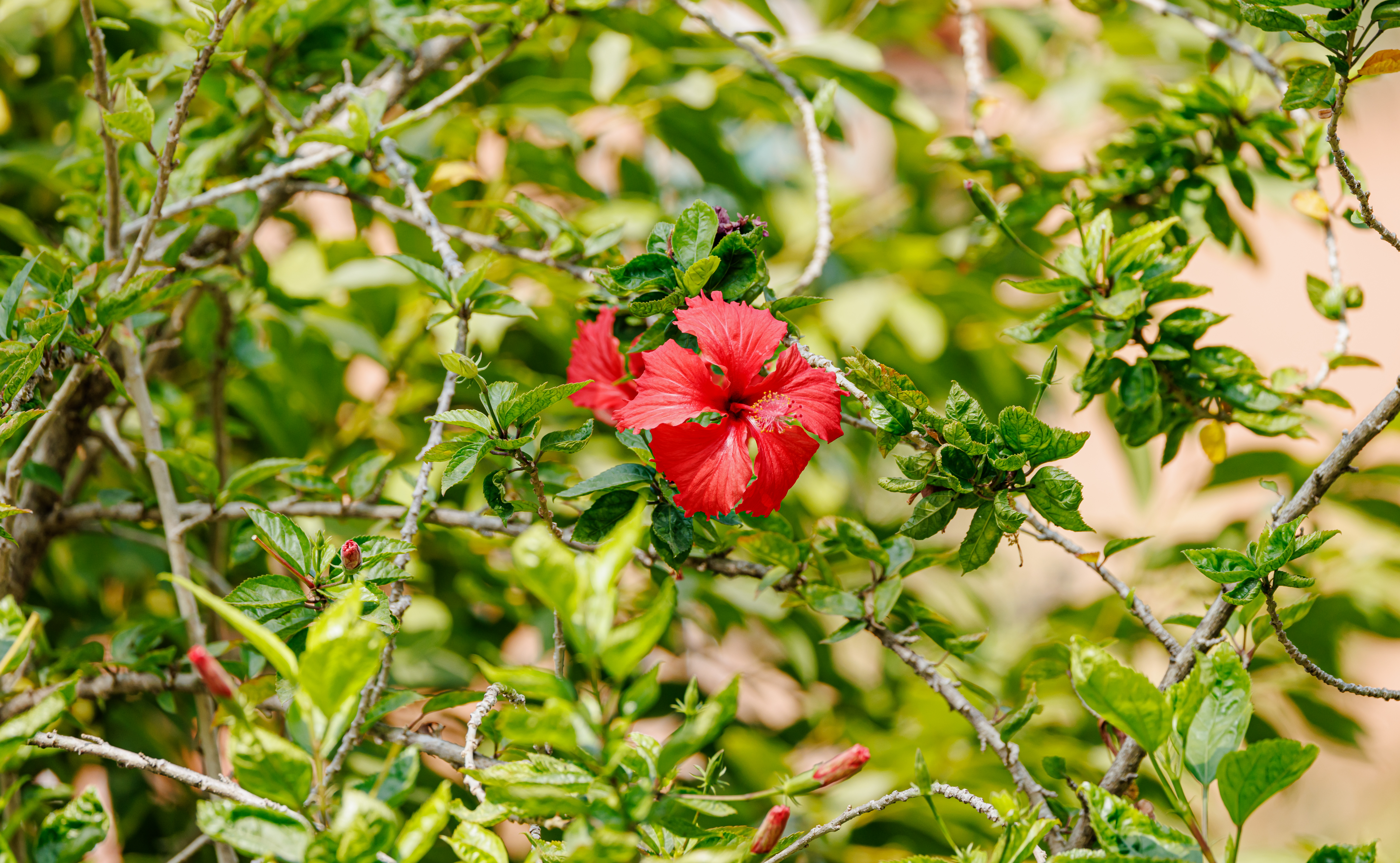
Cây râm bụt (Hibiscus rosa-sinensis) là cây thân gỗ dạng bụi điển hình
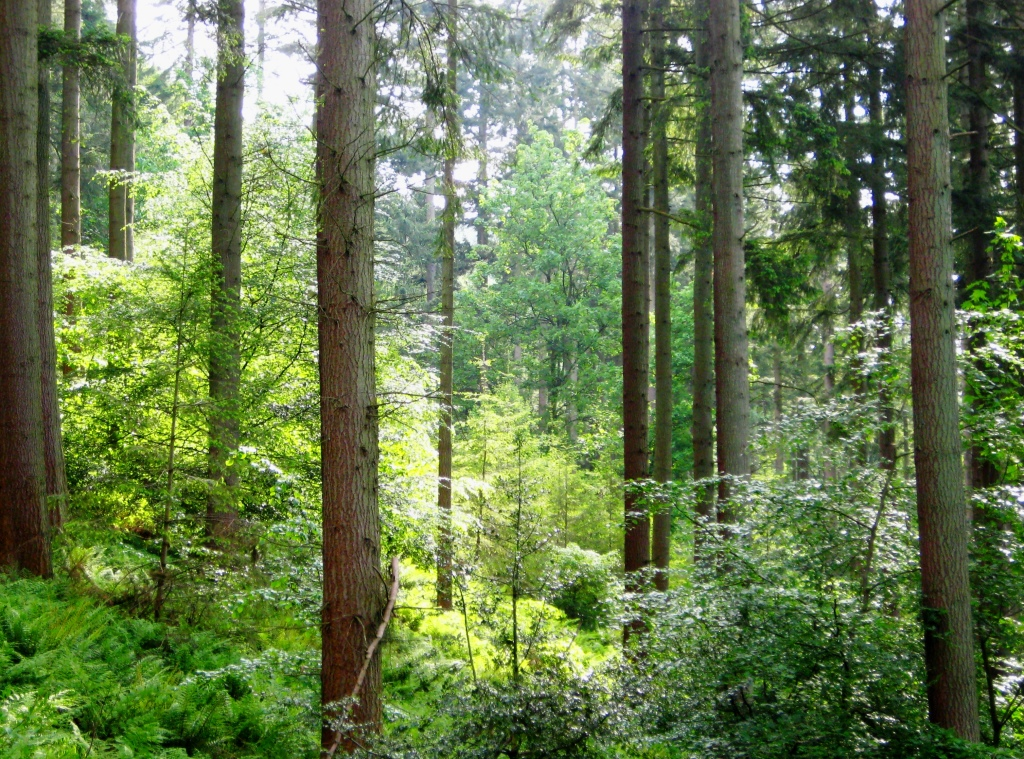
Linh sam Douglas (Pseudotsuga menziesii) là cây thân gỗ dạng thân gỗ
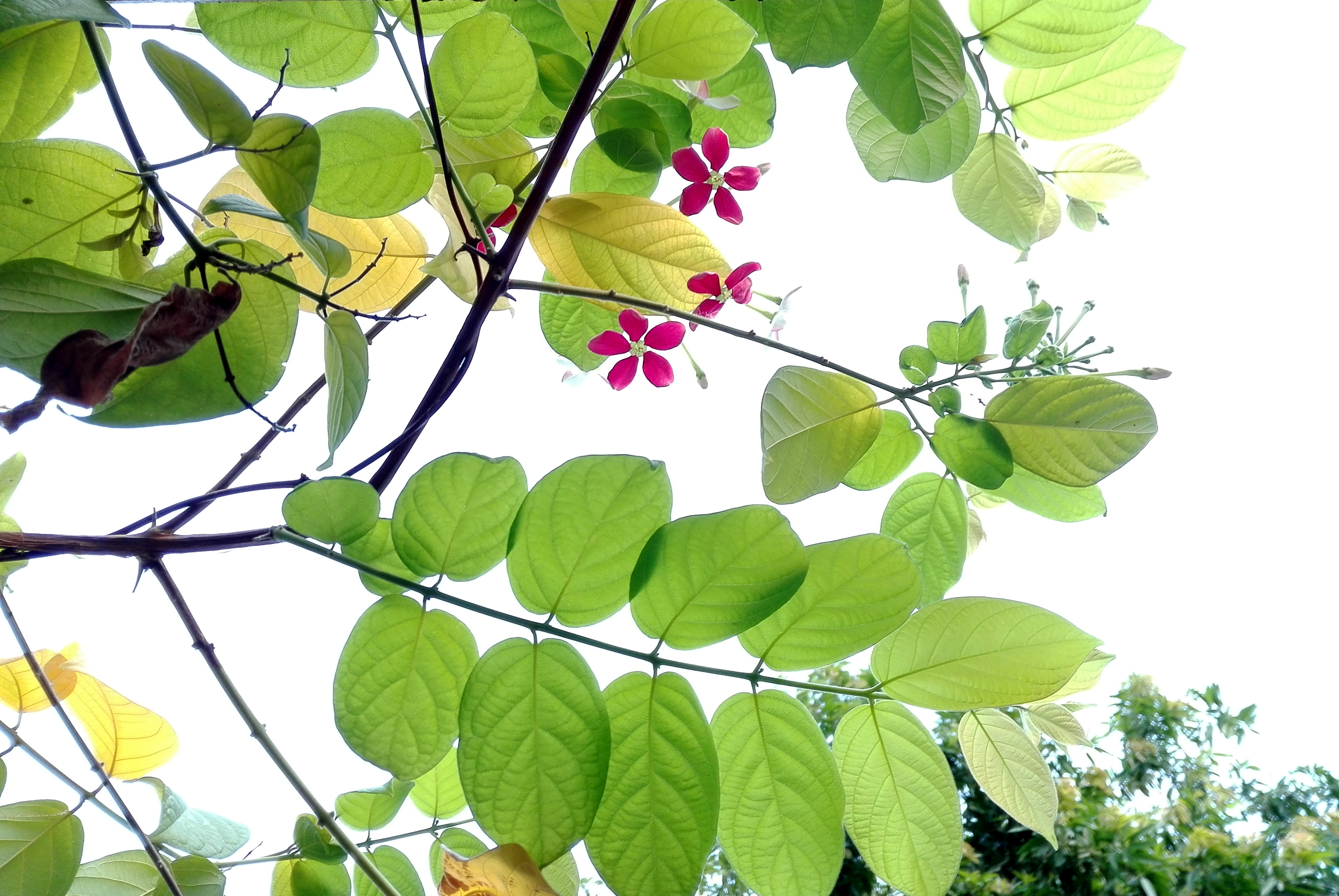
Thân gỗ dạng leo ở cây Sứ quân tử (Combretum indicum)

## Sự phát triển của gỗ

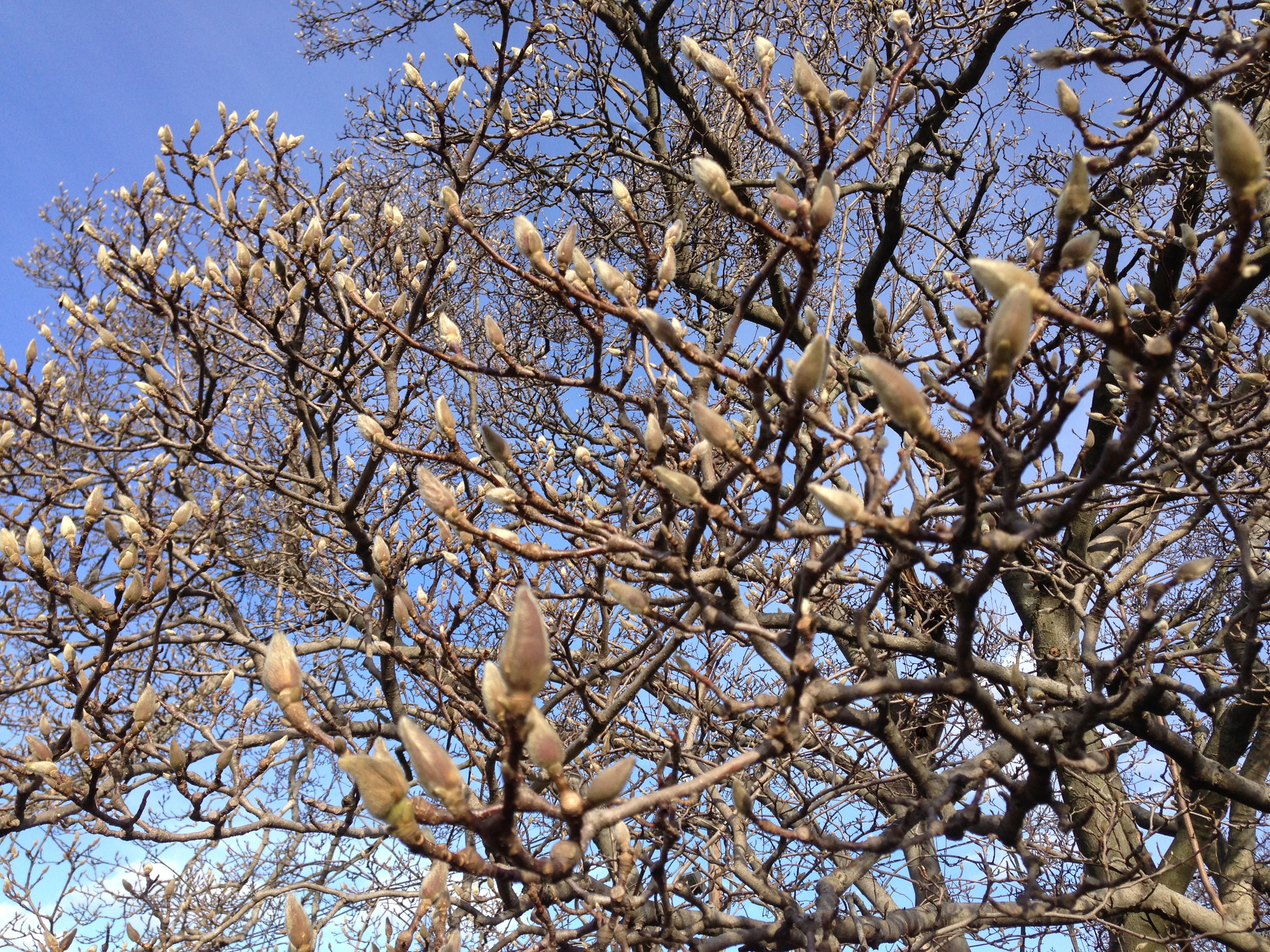
Chồi mùa đông ở cây saucer magnolia

Sự phát triển của thân gỗ chủ yếu do chồi đỉnh trên đầu thân. Chồi bên (hay chồi nách) của thân cây bị chồi đỉnh kìm hãm bằng hormone auxin và sinh trưởng kém hơn, trừ khi chồi đỉnh bị loại bỏ bởi tác động của con người hoặc tự nhiên. Nếu không có chồi đỉnh, các chồi bên sẽ phát triển nhanh chóng làm cây phân nhánh nhiều. Vào cuối mùa hè và đầu mùa thu, hầu hết sự sinh trưởng phát triển tích cực trong mùa trước đã ngừng lại. Chồi mùa đông được hình thành khi mùa ngủ đông bắt đầu. Tùy thuộc vào loại cây, những chồi đông này chứa sự phát triển của lá mới, hoa mới hoặc cả hai.
Các chồi đỉnh có ưu thế mạnh hơn trên cây lá kim so với cây lá rộng, do đó cây lá kim thường sẽ phát triển một thân chính duy nhất mà ít có nhánh bên kích thước lớn.
Khi một cây thân gỗ lớn lên, lá và cành bên dưới bị che khuất bởi cành phía trên sẽ thường bị rụng. Hiện tượng này gọi là tỉa cành tự nhiên. Hiện tượng này xảy ra khi một thân cây không tạo ra đủ dinh dưỡng để nuôi tất cả cành, đặc biệt là các cành có năng suất quang hợp thấp do bị che khuất ánh sáng. Lúc này rễ sẽ "hủy bỏ" các cành này bằng cách cắt dòng nước và chất dinh dưỡng, khiến nó chết dần.
Dưới mặt đất, hệ thống rễ mở rộng trong mỗi mùa sinh trưởng theo cách tương tự như thân cây. Rễ phát triển dài ra, tăng đường kính và mọc ra các rễ bên nhỏ hơn. Vào cuối mùa sinh trưởng, rễ mới mọc hóa gỗ và ngừng mở rộng chiều dài trong tương lai, nhưng sẽ tiếp tục mở rộng về đường kính. Tuy nhiên, không giống như phần trên mặt đất của cây, hệ thống rễ tiếp tục phát triển trong suốt mùa ngủ đông mặc dù với tốc độ chậm hơn mùa xuân. Ở vùng khí hậu lạnh, sự phát triển của rễ sẽ tiếp tục miễn là nhiệt độ trên 2 °C (36 °F).

## Thành phần mô gỗ

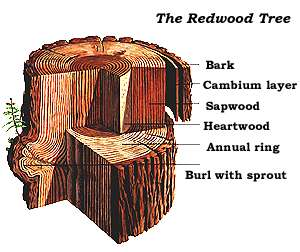
Cấu trúc của thân cây gỗː đi từ ngoài vào trong có các thành phầnː vỏ cây (bark), tượng tầng (cambium layer), gỗ dác (sapwood), gỗ ròng (heartwood). Mỗi năm tầng sinh mạch tạo ra lớp mạch gỗ mới và mạch rây mới, gọi chung là vòng gỗ hàng năm (annual ring), ngoài ra thân cây còn có mấu thân mọc chồi (burl with sprout).

Mô gỗ chủ yếu bao gồm các tế bào mạch gỗ với thành tế bào làm bằng cellulose và lignin. Mạch gỗ là một mô mạch vận chuyển nước và chất dinh dưỡng từ rễ lên lá. Hầu hết các cây thân gỗ hình thành các lớp mạch gỗ mới mỗi năm và do đó làm tăng đường kính thân của chúng hàng năm. Lớp mạch gỗ mới tạo ra bên trong tầng sinh mạch và đẩy mạch gỗ cũ vào phía trung trụ. Tuy nhiên, ở một số loài một lá mầm như họ Cau và chi Huyết giác, mạch dẫn (bao gồm mạch gỗ và mạch rây) là các bó nằm rải rác bên trong thân cây. Thực vật một lá mầm thường không có tăng trưởng thứ cấp vì không có tầng sinh mạch như thực vật hai lá mầm, nhưng đường kính thân của chúng cũng tăng trong suốt mùa sinh trưởng và dừng lại trong thời kỳ ngủ đông.

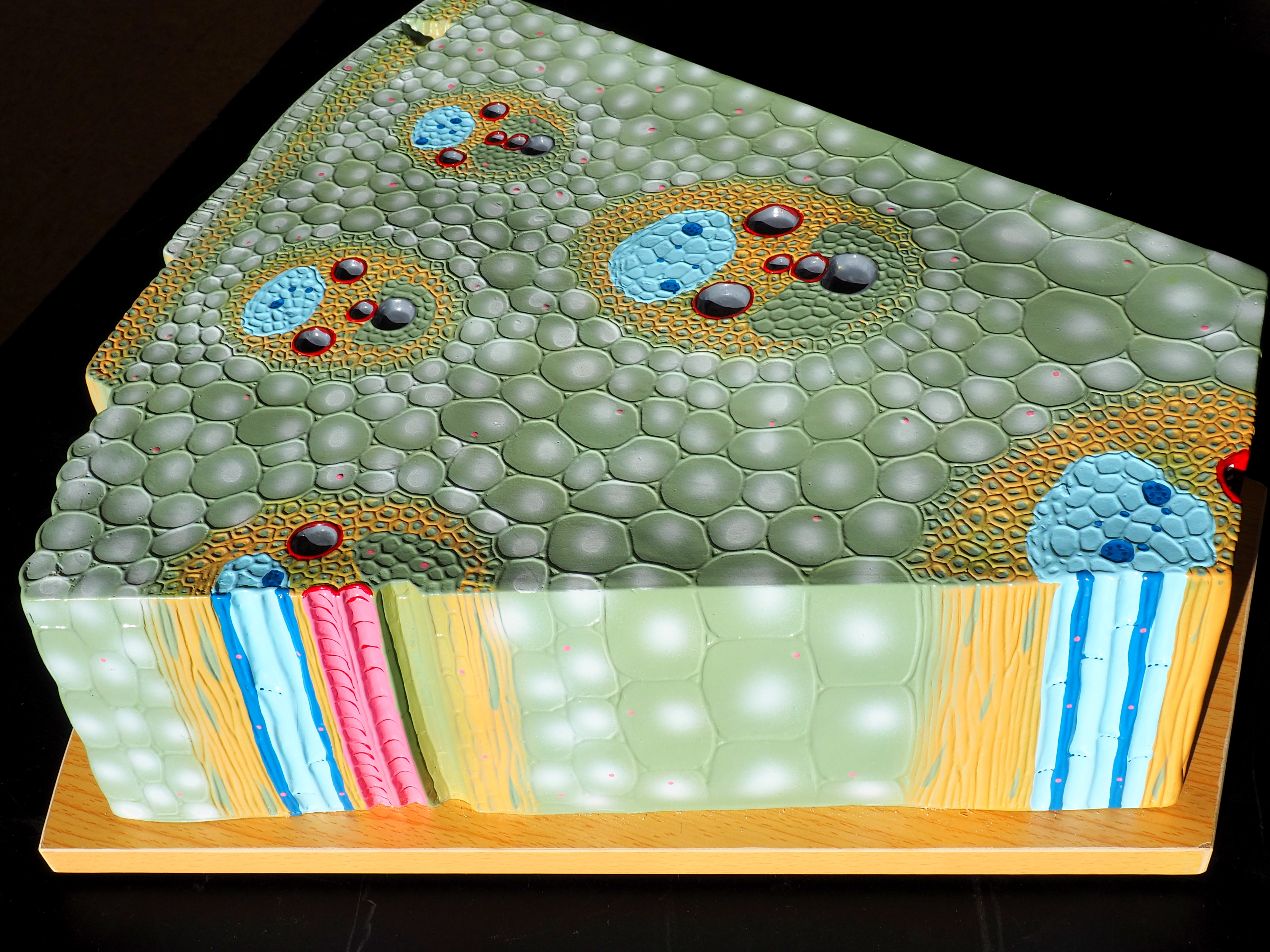
Mô hình bó dẫn nằm rải rác trong thân của cây một lá mầm

Trong những điều kiện cụ thể, cây thân gỗ có thể bị mục nát hoặc có thể trở thành gỗ hóa thạch theo thời gian.

## Biểu tượng
Biểu tượng cho cây thân gỗ, dựa vào tác phẩm Species Plantarum của Carl Linnaeus là , cũng là biểu tượng thiên văn của Sao Thổ và biểu tượng của chì trong thuật giả kim.